# Gran Premio de Finlandia de Motociclismo de 1972
El Gran Premio de Finlandia de Motociclismo de 1972 fue la decimosegunda y penúltima prueba de la temporada de 1972 del Campeonato Mundial de Motociclismo. El Gran Premio se disputó el 30 de julio de 1972 en el Circuito de Imatra.

## Resultados 500cc
En la categoría reina, el italiano Giacomo Agostini hizo una nueva demostración a pesar de tener el título asegurado. El italiano se impuso con mucha claridad respecto a su compatriota Alberto Pagani.
| Pos.    | Piloto               | Equipo    | Tiempo    | Pts. |
| ------- | -------------------- | --------- | --------- | ---- |
| 1       | Giacomo Agostini     | MV Agusta | 56' 24" 2 | 15   |
| 2       | Alberto Pagani       | MV Agusta | +1' 39" 9 | 12   |
| 3       | Rodney Gould         | Yamaha    | +2' 36" 4 | 10   |
| 4       | Billie Nelson        | Yamaha    | +1 giro   | 8    |
| 5       | Dave Simmonds        | Kawasaki  | +1 giro   | 6    |
| 6       | Pentti Korhonen      | Yamaha    | +1 giro   | 5    |
| 7       | Jerry Lancaster      | Yamaha    | +1 giro   | 4    |
| 8       | Derek Lee            | Suzuki    | +1 giro   | 3    |
| 9       | Johnny Bengtsson     | Husqvarna | +3 giri   | 2    |
| 10      | Lothar John          | Yamaha    | +4 giri   | 1    |
| 11      | Kai Kuparinen        | Suzuki    |           |      |
| 12      | Bosse Granath        | Husqvarna |           |      |
| Ret     | Kurt-Ivan Carlsson   | Yamaha    | Ret       |      |
| Ret     | Kim Newcombe         | König     | Ret       |      |
| Ret     | Bruno Kneubühler     | Yamaha    | Ret       |      |
| Ret     | Sven-Olof Gunnarsson | Kawasaki  | Ret       |      |
| Ret     | Kari Lahtinen        | Yamaha    | Ret       |      |
| Ret     | Paul Eiclerberg      | König     | Ret       |      |
| Ret     | Anssi Resko          | Kawasaki  | Ret       |      |
| Ret     | Charles Dobson       | Kawasaki  | Ret       |      |
| Ret     | Keith Turner         | Suzuki    | Ret       |      |
| Ret     | Kaarlo Koivuniemi    | Kawasaki  | Ret       |      |
| Ret     | Steve Ellis          | Yamaha    | Ret       |      |
| Ret     | Kurt-Harald Florin   | König     | Ret       |      |
| Ret     | Jack Findlay         | Jada      | Ret       |      |
| Ret     | Ari Heikkilä         | AMC Sachs | Ret       |      |
| Ret     | Chas Mortimer        | Yamaha    | Ret       |      |
| Ret     | Pentti Lehtelä       | Yamaha    | Ret       |      |
| Ret     | Karl Auer            | Kawasaki  | Ret       |      |
| Fuente: |                      |           |           |      |

## Resultados 350cc
En 350 cc, el italiano Giacomo Agostini suma su decimosegundo título Mundial, el quinto en esta categoría. El italiano consiguió el título con brillantez, demostrando ser el indiscutible número uno sobre dos ruedes. Relegó a su máximo rival, Jarno Saarinen a casi medio minuto, que fue segundo.
| Pos. | Piloto               | Equipo    | Tiempo    | Pts. |
| ---- | -------------------- | --------- | --------- | ---- |
| 1    | Giacomo Agostini     | MV Agusta | 55' 59" 7 | 15   |
| 2    | Jarno Saarinen       | Yamaha    | +26" 5    | 12   |
| 3    | Renzo Pasolini       | Aermacchi | +35" 1    | 10   |
| 4    | Bruno Kneubühler     | Yamaha    | +2' 16" 3 | 8    |
| 5    | Teuvo Länsivuori     | Yamaha    | +2' 26" 9 | 6    |
| 6    | John Dodds           | Yamaha    | +1 Vuelta | 5    |
| 7    | Matti Salonen        | Yamaha    | +1 Vuelta | 4    |
| 8    | Sven-Olof Gunnarsson | Yamaha    | +1 Vuelta | 3    |
| 9    | Bosse Granath        | Yamaha    |           | 2    |
| 10   | Marcel Ankoné        | Yamsel    |           | 1    |
| 11   | Silvio Grassetti     | MZ        |           |      |
| 12   | Nico van der Zanden  | Yamaha    |           |      |
| 13   | Kurt-Ivan Carlsson   | Yamaha    |           |      |
| 14   | Tapani Peltonen      | Yamaha    |           |      |
| 15   | Hans-Dieter Görgen   | Yamaha    |           |      |
| 16   | Olivier Chevallier   | Yamaha    |           |      |
| Ret  | Billie Nelson        | Yamaha    | Ret       |      |
| Ret  | Rémy Hirschy         | Yamaha    | Ret       |      |
| Ret  | Kari Lahtinen        | Yamaha    | Ret       |      |
| Ret  | Teuvo Laakso         | Yamaha    | Ret       |      |
| Ret  | Kim Newcombe         | König     | Ret       |      |
| Ret  | Eduardo Celso-Santos | Yamaha    | Ret       |      |
| Ret  | Kai Kuparinen        | Yamaha    | Ret       |      |
| Ret  | Barry Sheene         | Yamaha    | Ret       |      |
| Ret  | Dieter Braun         | Yamaha    | Ret       |      |
| Ret  | Jerry Lancaster      | Yamaha    | Ret       |      |
| Ret  | Janos Drápal         | Yamaha    | Ret       |      |
| Ret  | Jack Findlay         | Yamaha    | Ret       |      |
| Ret  | Oronzo Memola        | Yamaha    | Ret       |      |
| Ret  | Hannu Kuparinen      | Yamaha    | Ret       |      |
| Ret  | Pekka Nurmi          | Yamaha    | Ret       |      |
| Ret  | Phil Read            | MV Agusta | Ret       |      |

## Resultados 250cc
En el cuarto de litro, el finlandés Jarno Saarinen alcanzó delante de sus compatriotas su primer título mundial. Necesitaba para ello ganar y lo consiguió con brillantez, muy por delante de Silvio Grassetti, que fue segundo. El gran rival de Saarinen para el título, el inglés Rodney Gould se tuvo que retirar.
| Pos. | Piloto               | Equipo    | Tiempo    | Pts. |
| ---- | -------------------- | --------- | --------- | ---- |
| 1    | Jarno Saarinen       | Yamaha    | 53' 36" 4 | 15   |
| 2    | Silvio Grassetti     | MZ        | +41" 3    | 12   |
| 3    | Kent Andersson       | Yamaha    | +49" 4    | 10   |
| 4    | Teuvo Länsivuori     | Yamaha    | +57" 7    | 8    |
| 5    | Börje Jansson        | Yamaha    | +1' 09" 9 | 6    |
| 6    | Tapio Virtanen       | Yamaha    | +2' 25" 5 | 5    |
| 7    | Roland Olsson        | Yamaha    |           | 4    |
| 8    | Seppo Kangasniemi    | Yamaha    | +1 giro   | 3    |
| 9    | Gert Bender          | Maico     |           | 2    |
| 10   | Günter Fischer       | Yamaha    |           | 1    |
| 11   | Matti Kinnunen       | Yamaha    |           |      |
| 12   | Aarni Rämä           | Yamaha    |           |      |
| 13   | Timo Vainio          | Yamaha    |           |      |
| 14   | Olivier Chevalier    | Yamaha    |           |      |
| 15   | Roland Olsson        | Yamaha    |           |      |
| 16   | Charles Dobson       | Yamaha    |           |      |
| Ret  | Renzo Pasolini       | Aermacchi |           |      |
| Ret  | Eduardo Celso-Santos | Yamaha    | Ret       |      |
| Ret  | Harry Nieminen       | Yamaha    | Ret       |      |
| Ret  | Oronzo Memola        | Yamaha    | Ret       |      |
| Ret  | Johnny Bengtsson     | Husqvarna | Ret       |      |
| Ret  | Rémy Hirschy         | Yamaha    | Ret       |      |
| Ret  | Keith Turner         | Yamaha    | Ret       |      |
| Ret  | Rodney Gould         | Yamaha    | Ret       |      |
| Ret  | Barry Sheene         | Yamaha    | Ret       |      |
| Ret  | Derek Lee            | Yamaha    | Ret       |      |
| Ret  | Karl Auer            | Yamaha    | Ret       |      |
| Ret  | Kaarlo Koivuniemi    | Kawasaki  | Ret       |      |
| Ret  | John Dodds           | Yamaha    | Ret       |      |
| Ret  | Marcel Ankoné        | Yamsel    | Ret       |      |
| Ret  | Dieter Braun         | Maico     | Ret       |      |
| Ret  | Ingemar Larsson      | Yamaha    | Ret       |      |
| Ret  | János Drapál         | Yamaha    | Ret       |      |

## Resultados 125cc
Ángel Nieto da un paso de gigante para adjudicarse el título Mundial de la categoría. El español se limitó a asegurarse la segunda plaza por detrás del sueco Kent Andersson, que está realizando un excelente final de temporada con su segunda victoria.
| Pos. | Piloto              | Moto     | Tiempo    | Pts. |
| ---- | ------------------- | -------- | --------- | ---- |
| 1    | Kent Andersson      | Yamaha   | 46' 07" 8 | 15   |
| 2    | Ángel Nieto         | Derbi    | +9" 4     | 12   |
| 3    | Dieter Braun        | Maico    | +1' 02" 1 | 10   |
| 4    | Harald Bartol       | Suzuki   | +1' 38"   | 8    |
| 5    | Dave Simmonds       | Kawasaki | +2' 05" 1 | 6    |
| 6    | Benjamín Grau       | Derbi    | +2' 55"   | 5    |
| 7    | Matti Salonen       | Yamaha   | +1 Vuelta | 4    |
| 8    | Bernd Köhler        | MZ       | +1 Vuelta | 3    |
| 9    | Pentti Salonen      | Yamaha   | +1 Vuelta | 2    |
| 10   | Roland Olsson       | Yamaha   | +1 Vuelta | 1    |
| 11   | Hans Hallberg       | Yamaha   |           |      |
| 12   | Matti Kinnunen      | Yamaha   |           |      |
| 13   | Paul Eickelberg     | Maico    |           |      |
| 14   | Jurgen Lenk         | MZ       |           |      |
| 15   | Jukka Monto         | Yamaha   |           |      |
| 16   | Timo Vainio         | Yamaha   |           |      |
| Ret  | Seppo Kangasniemi   | Maico    | Ret       |      |
| Ret  | Norbert Peschke     | Maico    | Ret       |      |
| Ret  | Mikko Hamunen       | Yamaha   | Ret       |      |
| Ret  | Hans-Jürgen Hummel  | Yamaha   | Ret       |      |
| Ret  | Thomas Heuschkel    | MZ       | Ret       |      |
| Ret  | Lothar John         | Yamaha   | Ret       |      |
| Ret  | Chas Mortimer       | Yamaha   | Ret       |      |
| Ret  | Gert Bender         | Maico    | Ret       |      |
| Ret  | Nico van der Zanden | Maico    | Ret       |      |
| Ret  | Peter Breingan      | Yamaha   | Ret       |      |
| Ret  | Günter Fischer      | Maico    | Ret       |      |
| Ret  | Börje Jansson       | Maico    | Ret       |      |